# Katrine von Hutten
Katrine von Hutten (* 3. Mai 1944 in Lohr am Main; † 1. Juni 2013 in Frankfurt am Main) war eine deutsche Schriftstellerin und Übersetzerin.

## Leben
Katrine von Hutten entstammte dem fränkischen Zweig der Adelsfamilie Hutten. Ihre Eltern waren Karl-Ulrich Freiherr von Hutten zum Stolzenberg (1898–1971) und Elisabeth Schackwitz (1917–2003), deren drittes von vier Kindern sie war. Nach dem Besuch eines Gymnasiums in Heidelberg studierte sie von 1964 bis 1967 Germanistik und Philosophie an den Universitäten in Heidelberg, Marburg und Bonn. Während dieser Zeit arbeitete sie als Redakteurin an den "Lyrischen Heften" mit. Von 1970 bis 1972 folgte ein Studium der freien Grafik an der Fachhochschule Darmstadt. Ab 1974 setzte sie ihr Studium an der New York University fort; daneben arbeitete sie an eigenen literarischen Texten, unternahm vom Goethe-Institut organisierte Lesereisen in den Vereinigten Staaten und übersetzte Belletristik aus dem Englischen. 1979 nahm sie am Ingeborg-Bachmann-Wettbewerb in Klagenfurt teil. 1981 schloss sie ihr Studium mit dem Magistergrad ab. Im gleichen Jahr kehrte sie nach Deutschland zurück, wo sie anfangs in München und Fischbachau lebte. Seit Anfang der Neunzigerjahre litt Katrine von Hutten an Multipler Sklerose. Neben ihrer literarischen Tätigkeit war sie auch als Sängerin klassischer Lieder aktiv. Die Autorin war in Heidenheim an der Brenz ansässig und starb am 1. Juni 2013 in Frankfurt am Main.
Katrine von Hutten ist Verfasserin von Romanen, Erzählungen,
Gedichten und Drehbüchern.
Katrine von Hutten war seit 1993 Mitglied des deutschen
PEN-Zentrums. Sie erhielt  1969 den Leonce-und-Lena-Preis, 1971 den
GEDOK Literaturförderpreis sowie 1987 den Literaturpreis der Landeshauptstadt München.

## Schriften
- Möchten Sie zelten mit mir, Zweibrücken 1970 (zusammen mit Erich Stahl)
- Von Kopf bis Fuß, Zürich [u. a.] 1973
- Halb zwölf, Zürich [u. a.] 1974
- Die Liebe liebt das Wandern 1979
- Elf Heimsuchungen, 1980[1]
- Im Luftschloß meines Vaters, Zürich 1983
- Die Klippe, Homburg 2007

## Übersetzungen
- Catherine Alliott: Das Chaos hat einen Namen: Polly McLaren, Bergisch Gladbach 1994
- Bryce Courtenay: Der Glanz der Sonne, München 1991
- Carolyn Forché: Was du gehört hast, ist die Wahrheit, Zürich 1981 (übersetzt zusammen mit Maja Pflug)
- Nadine Gordimer: Die sanfte Stimme der Schlange, Frankfurt am Main 1995
- Ron Hansen: Die Ermordung des Jesse James durch den Feigling Robert Ford, Frankfurt am Main 1996
- Tania Kindersley: Männer gut, alles gut!, Bergisch Gladbach 1992
- William Stuart Long: Australien-Saga, München
  - 1. Die Verbannten, 1986
  - 2. Die Siedler, 1987
  - 3. Der Verrat, 1987
  - 4. Auf den Spuren der Väter, 1987
  - 5. Die Abenteurer, 1988
  - 6. Das weite Land, 1988
  - 7. Die Goldschürfer, 1988
  - 8. Dornige Pfade, 1989
- Margaret Mead: Brombeerblüten im Winter, Reinbek bei Hamburg 1978
- Joan Smith: Schmutziges Wochenende, München 1991
- Paul Theroux: Dr. Slaughter, Düsseldorf 1985
- Eudora Welty: Der purpurrote Hut und andere Erzählungen, Stuttgart 1986